# Notas del Museo de la Plata, Botánica
Notas del Museo de la Plata, Botánica (abreviado Notas Mus. La Plata, Bot.) fue una revista ilustrada con descripciones botánicas que fue editada en Argentina por la Universidad Nacional de La Plata desde 1935 hasta 1963, publicando 20 números. Fue precedida por Notas Preliminares del Museo de La Plata y sustituida por Notas del Museo de La Plata.
La revista fue impresa por Imprenta y Casa Editora en Buenos Aires.